# Henri Cabrol
Pour les articles homonymes, voir Cabrol.
Pas d'image ? Cliquez ici

a Compétitions nationales et continentales officielles uniquement.

b Matchs officiels uniquement.
Henri Cabrol, né le 12 février 1947 à Bize-Minervois (Aude), est un joueur international français de rugby à XV occupant le poste de demi d'ouverture et parfois d'arrière à l'AS Béziers.
Avec l'AS Béziers, il est sextuple champion de France en 1971, 1972, 1974, 1975, 1977 et 1978. Il remporte également trois Challenge Yves du Manoir en 1972, 1975 et 1977.

## Biographie
Son surnom lui vint des points capitaux, surtout de son extraordinaire pied gauche, capable d'une portée précise à 50 voire 60 mètres qu'il inscrivit si souvent pour son équipe avec laquelle il fut le meilleur réalisateur du Championnat de France en 1976 et en 1978.
Il a passé douze saisons en équipe première à l'AS Béziers, pour un total de 194 matchs en Championnat de France, 119 matchs de Challenge Yves du Manoir et un total de 1545 points inscrits de 1967 à 1979.
Béziers atteint la finale du Championnat de France en 1971 où il affronte le RC Toulon, après avoir battu le SU Agen en demi-finale. Les Biterrois l'emportent après prolongation, grâce notamment à deux pénalités d'Henri Cabrol, marquant les débuts du « Grand Béziers ». Cabrol remporte quant à lui son premier bouclier de Brennus,.
L'année suivante en 1972, dans une saison sans défaite, les Biterrois sont de retour en finale du championnat et font cette fois face au CA Brive. Cabrol inscrit l'intégralité des points de son équipe et l'AS Béziers s'impose 9 à 0, devenant champion de France pour la seconde année consécutive,.
Lors du Championnat de France 1972-1973, il est le meilleur buteur de la compétition avec 140 points.
En 1974, Béziers atteint la finale du Championnat de France et affronte le RC Narbonne au Parc des Princes. Henri Cabrol est titularisé à l'ouverture. Dans un match serré, les Narbonnais prennent l'avantage grâce à un essai de François Sangalli. Puis, en fin de rencontre, les Héraultais repassent devant grâce à un drop de Cabrol qui offre la victoire et le bouclier de Brennus aux siens, privant Walter Spanghero d'un titre de champion de France qu'il n'obtiendra jamais,,.
Durant la saison 1975-1976, il termine à la fois meilleur buteur (164 points) et meilleur réalisateur (176 points) du Championnat de France.
En 1977-1978, il est encore une fois le meilleur buteur avec 171 points et le meilleur réalisateur avec 183 points,.
Par la suite il joue avec l'équipe italienne du Rugby Parme de 1979 à 1981, et entraîne l'US Cognac en 1982. Il rejoue ensuite quatre saisons en division d'honneur avec l'US Murviel-lès-Béziers aux côtés d'Olivier Saïsset et d'Élie Vaquerin de 1983 à 1987, puis encore deux saisons avec l'équipe réserve de l'ASB, en 1987 et 1988.
De 1972 à 1974, il obtient quatre capes en équipe de France au cours desquelles il inscrit huit points.
Il a été interviewé par Henry Mouysset pour la rédaction d'un ouvrage relatant la vie de son club de toujours: On m'appelait Monsieur Finale, aux éditions Les Presses du Languedoc, publié en 2004 et préfacé par Raoul Barrière.
Son père (dit Ciseaux) a été champion de France juniors pour l'ASB en 1936.
Il reçoit la médaille d'or de la ville de Béziers en 1974.
Il tient un commerce (buraliste, puis restaurateur).

## Statistiques en équipe nationale
- 6 sélections en équipe de France, de 1972 à 1974 (3 en B, 1 en junior, 4 en scolaire).
- Tournées : 1972 (Australie) et 1974 (Argentine).

## Palmarès

### En club
- Vainqueur de la Coupe Frantz-Reichel en 1968 avec l'AS Béziers.
- Vainqueur du Challenge Jules-Cadenat en 1968, 1970, 1971, 1975, 1977 et 1978 avec l'AS Béziers.
- Vainqueur du Bouclier d'automne en 1970, 1971, 1974, 1976 et 1977 avec l'AS Béziers.
- Vainqueur du Challenge Yves du Manoir en 1972, 1975 et 1977 avec l'AS Béziers.
- Finaliste du Bouclier d'automne en 1972, 1975 avec l'AS Béziers.
- Vainqueur du Championnat de France en 1971, 1972, 1974, 1975, 1977 et 1978 avec l'AS Béziers.
- Finaliste du Challenge Yves du Manoir en 1973 et 1978 avec l'AS Béziers.
- Finaliste du Championnat de France en 1976 avec l'AS Béziers.

### Distinctions personnelles
- Meilleur réalisateur du Championnat de France en 1970, 1971, 1972 (record: 204 points), 1976 (176 points), 1978 (183 points).
- Meilleur buteur du Championnat de France en 1970, 1971 (155 pts), 1972, 1973 (140 points), 1976 (164 points), 1978 (171 points).
- Meilleur réalisateur cumulé en phases finales du Championnat de France en 1976 (36 pts), 1977 (44 pts) et 1978 (51 pts).